# Cataglyphis mauritanicus
Cataglyphis mauritanicus är en myrart som först beskrevs av Carlo Emery 1906.  Cataglyphis mauritanicus ingår i släktet Cataglyphis och familjen myror. Inga underarter finns listade.

## Bildgalleri

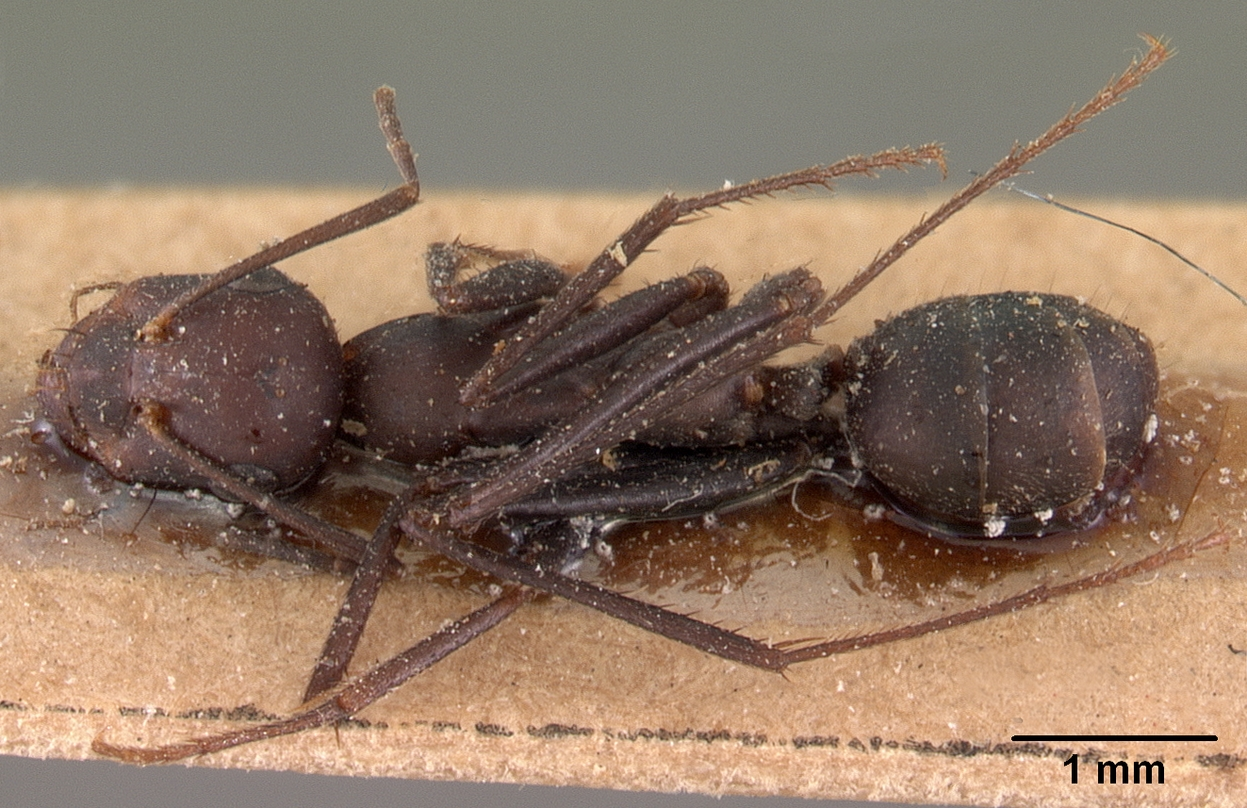
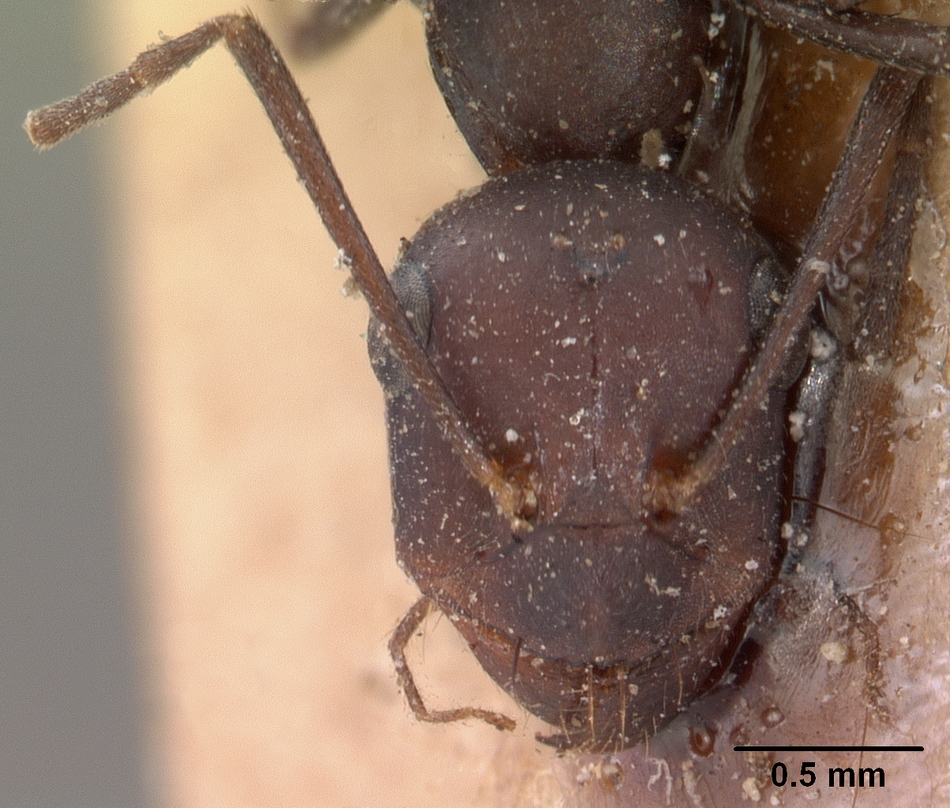
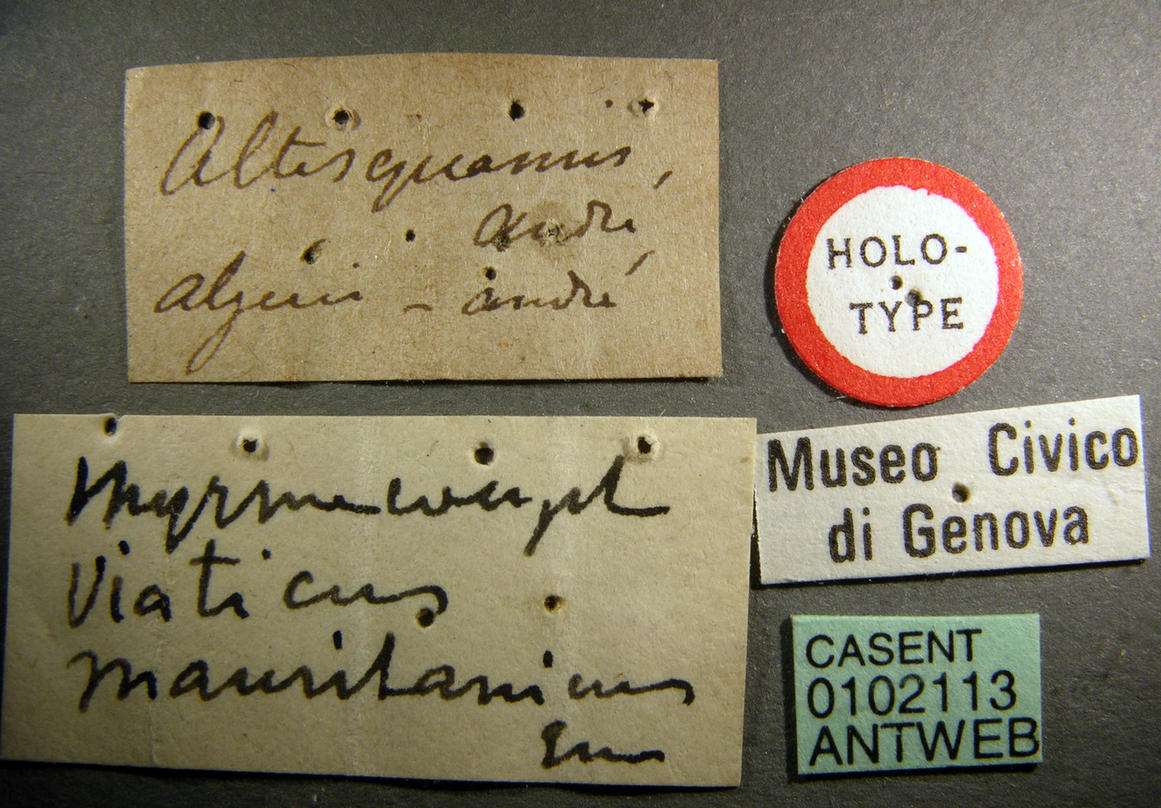
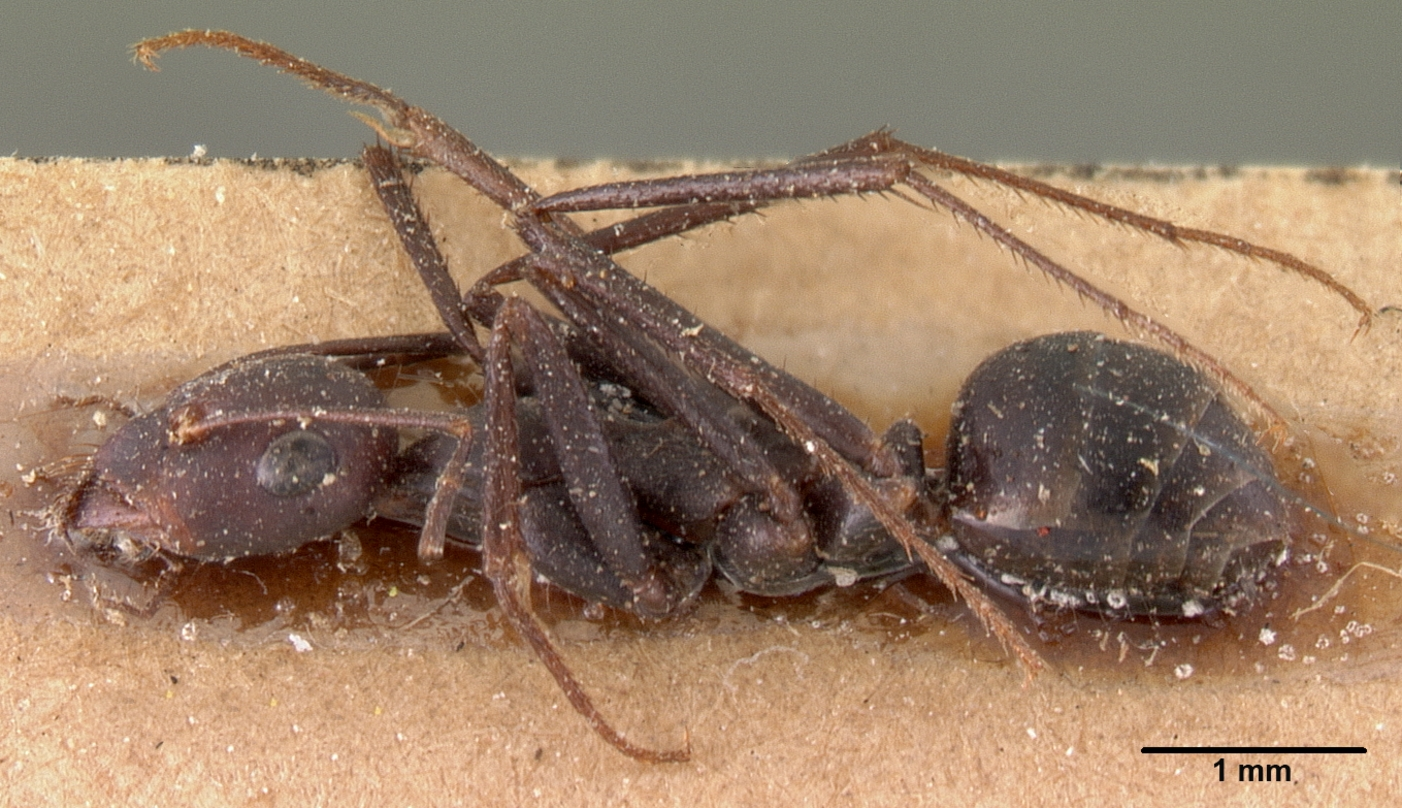